# ثورة النسويات المهووسات
ثورة النسويات المهووسات (بالإنجليزية: The geek feminist revolution)‏ هي مجموعة من المقالات لكاتبة الخيال العلمي الأمريكية «كاميرون هيرلي», تم نشره من «طور للكتب» في 31 مايو 2016

## المحتوى
يجمع الكتاب العديد من مقالات «هيرلي» التي سبق نشرها على المدونات ومنها: «لقد قاتلنا دائمًا», الذي فاز بجائزة «هيجو لأفضل عمل ذا صلة» عام 2014. وتحتوي أيضًا على تسع مقالات جديدة مكتوبة خصيصًا للمجموعة. يتراوح نطاق الكتابات بين «انعكاس من السيرة الذاتية لنقد تاريخ العالم بطريقة أدبية، والتعليق على حالة عالم المهووسين». وتدرس خصوصًا الظروف التي تضطر النساء للمشاركة في الخيال النوعي في مواجهة «النشاز في الكراهية الرقمية للنساء», وكمثال للعامة «جدال جايمرجايت» والأسباب الثقافية لهذه الكراهية.

## الاستقبال
«أندرو ليبتاك» من «أي أو9» وصف المجموعة «الغاضبة بوجه حق» بأنها «قوي وأنه دراسة مدروسة للعالم المهني الذي يساعد على بناء العوالم التي نشارك فيها». ولاحظ أنه مع أن حجج «هيرلي» عن الشروط البطرياركية في المجتمع التي تسمح بالتصرف الذي تدرسه ليست جديدة, ولكنها لازالت ضرورية بسبب معدل التغيير البطيء. في «ذا جارديان», لخص «داميان والكر» الكتاب بأنه «دعوة محبة لحمل السلاح من أجل تفكيك ثقافة المهووسين وإعادة بنائها في صورة جديدة», وأنه كُتب بأسلوب قتالي يعكس نظرته الخارجية وأصلها الأجواء المعادية في منتديات الإنترنت.
وفي مقال متألق، سلطت مجلة «الناشرون الأسبوعية» الضوء علي «الأسلوب الموضوع بشكل رائع ولكن أيضًا عارض بشكل مخادع و محاط بالألفاظ النابية» للمجموعة. ملاحظًا أيضًا، أنه مع أن «هيرلي» ليست الأولى التي أشارت إلى «الكره العميق للمرأة في الثقافة الشعبية للقرن ال21» ولكنها قامت بذلك بطريقة مقنعة وملهمة. أكدت «مراجعات كيريكوس» على العاطفة والالتزام في كتابة «هيرلي»، ولكن لاحظت تكرار في محتويات الكتاب وعلقت أن القراء غالبًا ما يشعرون بأنهم أخذوا نصف التجربة من منشورات المنتديات وأنهم منفصلين عن سياقها على الإنترنت.